# 2014 UZ224
2014 UZ224 es un objeto transneptuniano y un posible planeta enano que forma parte del disco disperso. Observaciones desde el 10 de octubre de 2016 indican que se encuentra a 91.6 Unidades astronómicas del Sol. Esta distancia irá disminuyendo hasta alcanzar su perihelio de 38 AU en algún momento del año 2142.
Actualmente, 2014 UZ224 es el tercer objeto conocido más lejano al sol, después de Eris (96.2 AU) y V774104 (~103 AU). En los medios, el objeto ha sido apodado "DeeDee" por "Distant Dwarf" (enano lejano, en inglés).
2014 UZ224 fue descubierto usando la cámara del Dark Energy Survey (DECam).